# Romanticismo

La libertad guiando al pueblo (1830), una obra maestra de Eugène Delacroix, en la que el pintor canta a la Revolución de 1830 y es una de las más representativas del romanticismo francés.

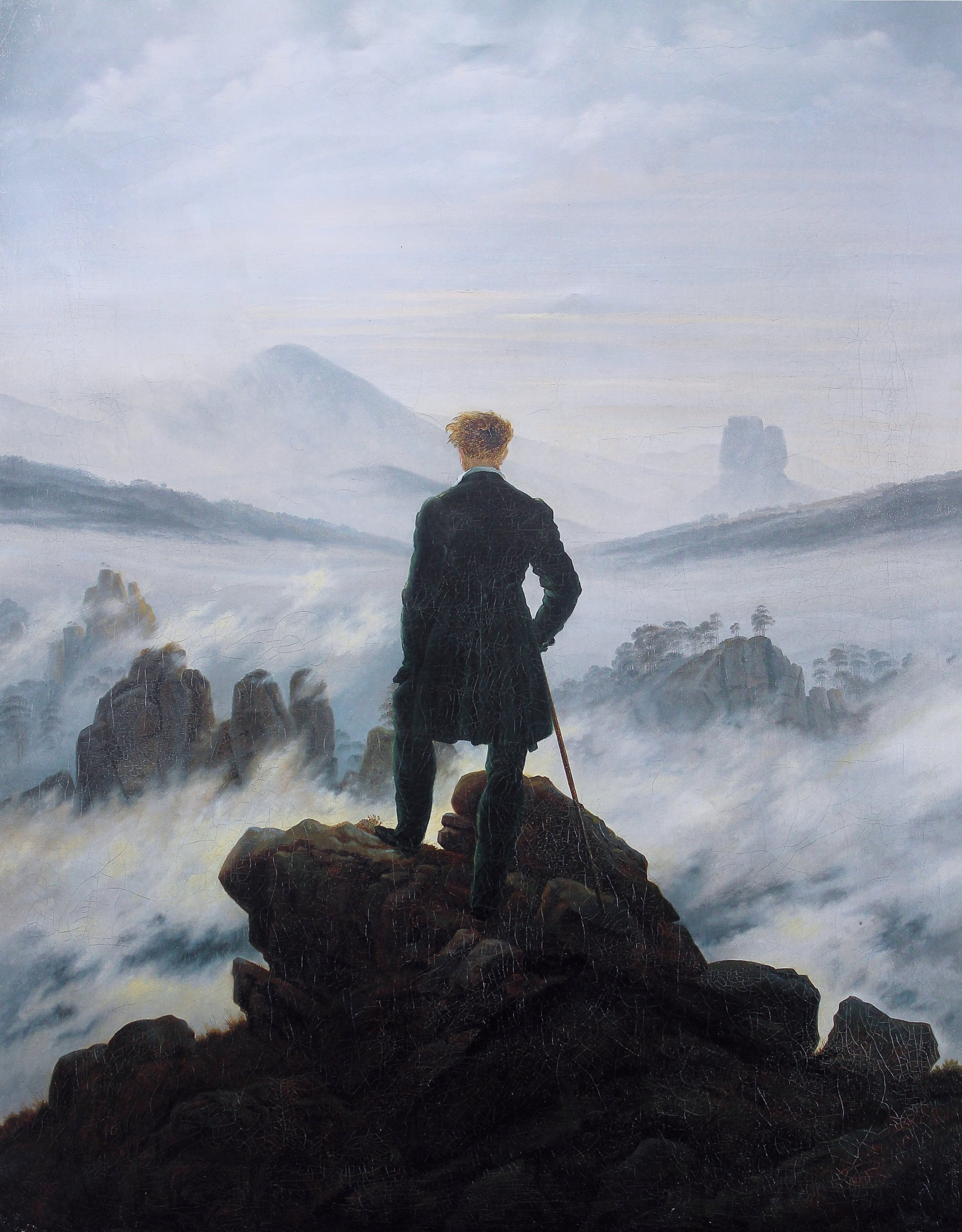
El caminante sobre el mar de nubes (1818), de Caspar David Friedrich.

El Romanticismo es un movimiento cultural que se originó en Alemania y en Reino Unido a finales del siglo XVIII como una reacción contra la Ilustración y el Neoclasicismo, confiriendo prioridad a los sentimientos frente la razón. Es considerado como el primer movimiento de cultura que cubrió el mapa completo de Europa. En la mayoría de las áreas estuvo en su apogeo en el período aproximado de 1800 a 1850. Luego, cedió su lugar al positivismo, que fomenta el pensamiento crítico y el empirismo como bases del conocimiento y la sociedad.
El Romanticismo es un movimiento crucial para poder comprender la cultura occidental moderna. La filosofía, el arte, la literatura, la música y la política fueron influidos por él, durante el turbulento periodo que se extendió entre las que se conocen como «revoluciones burguesas», que en su definición política se denominan también «revoluciones liberales». El mundo occidental se había sacudido por la Revolución de las Trece Colonias de Inglaterra en 1776, la Revolución francesa en 1789 y por la Primera Revolución Industrial que empezaba a cambiar la vida tradicionalmente agraria. Por lo tanto, los nuevos modos de vida se debían reflejar en nuevos modos de pensar. El Romanticismo pasó a significar esta nueva experiencia de mundo.
Su característica fundamental es la ruptura con la tradición clasicista basada en un conjunto de reglas estereotipadas. La libertad auténtica es su búsqueda constante, por eso su rasgo revolucionario es incuestionable. Debido a que el Romanticismo es una manera de sentir y concebir la naturaleza, así como a la vida y al ser humano mismo, se presenta de manera distinta y particular en cada país donde se desarrolla, e incluso dentro de una misma nación, se manifiestan distintas tendencias, proyectándose ello también en todas las artes.
Se desarrolló en la primera mitad del siglo XIX, extendiéndose desde Inglaterra y Alemania hasta llegar a otros países europeos. Su vertiente literaria se fragmenta posteriormente en diversas corrientes, como el parnasianismo, el simbolismo, el decadentismo o el prerrafaelismo, reunidas en la denominación general de posromanticismo, del cual derivó el llamado modernismo hispanoamericano. Tuvo fundamentales aportes en los campos de la literatura, la pintura y la música. 
Posteriormente, los postulados románticos de la exaltación del yo fueron llevados al extremo por muchas de las corrientes vanguardistas del siglo XX, como el surrealismo desarrollado tras la Primera Guerra Mundial (1914-1918).

## Etimología
Si bien está clara la relación etimológica entre 'romántico' y el término francés romantique / "novelesco" derivado de roman / "novela" (ya que en el siglo XVI las novelas de caballerías se imprimían en romance mientras que todos los tratados de ciencias estaban en latín o en griego), no toda la crítica se pone de acuerdo. En todo caso parece que la primera aparición documentada del término se debe a James Boswell a mediados del siglo XVIII, y aparece en forma adjetiva, esto es, romantic con el significado de «pintoresco», «sentimental». En su libro de viaje de 1768 An account of Corsica (Un recuento de Córcega) el término aparece cuatro veces: para calificar la vista de la ciudad de Corti desde el monasterio de los franciscanos, para describir un agreste valle en el que se asentó la orden de San Basilio, de la Iglesia griega, al nombrar el sonido de un instrumento de cuerda parecido a la cítara y en la mención al retiro de Jean-Jacques Rousseau en Ginebra. Este término hace referencia al criterio estético de lo sublime o inefable, aquello que no se puede expresar con palabras. Así, en un principio, se entendería que un sentimiento romántico es aquel que requiere de algo trascendente para ser expresado. El texto de Boswell se tradujo a varias lenguas, llegando a alcanzar especial fuerza en alemán, promoviendo la difusión de romantisch, con el significado de “partidario de las doctrinas anticlásicas de Schlegel”, en oposición a klassisch.
Según el crítico literario René Wellek, el término sirvió en principio para denominar una forma genérica de pensar y sentir. Ya en 1798 el historiador, crítico literario y filósofo alemán Friedrich von Schlegel, conocido como el primer teórico del romanticismo, empleó el término «romantisch» para describir formas contemporáneas de expresión artística, relacionándolo con lo que denomina «poesía universal progresiva». En 1819, con Friedrich Bouterwek se emplea «Romantiker» como denominación de la escuela literaria. La difusión del término es irregular por países; en 1815 en España podemos encontrar «romancesco» junto a romántico, estabilizándose el segundo ya en 1818.
Otro origen del término muy señalado es el que relaciona «romántico» con la expresión in lingua romana, que alude a las lenguas romances distinguiéndolas de la antigüedad clásica representada por el latín. Se trataría por tanto de un giro hacia la lengua propia y vernácula como representante de la propia cultura. Igualmente surge con este término una oposición entre «romántico» y «clásico» en función de la lengua que prefirieran y, por añadidura, asociada también al gusto creador de unos y otros.

## Características

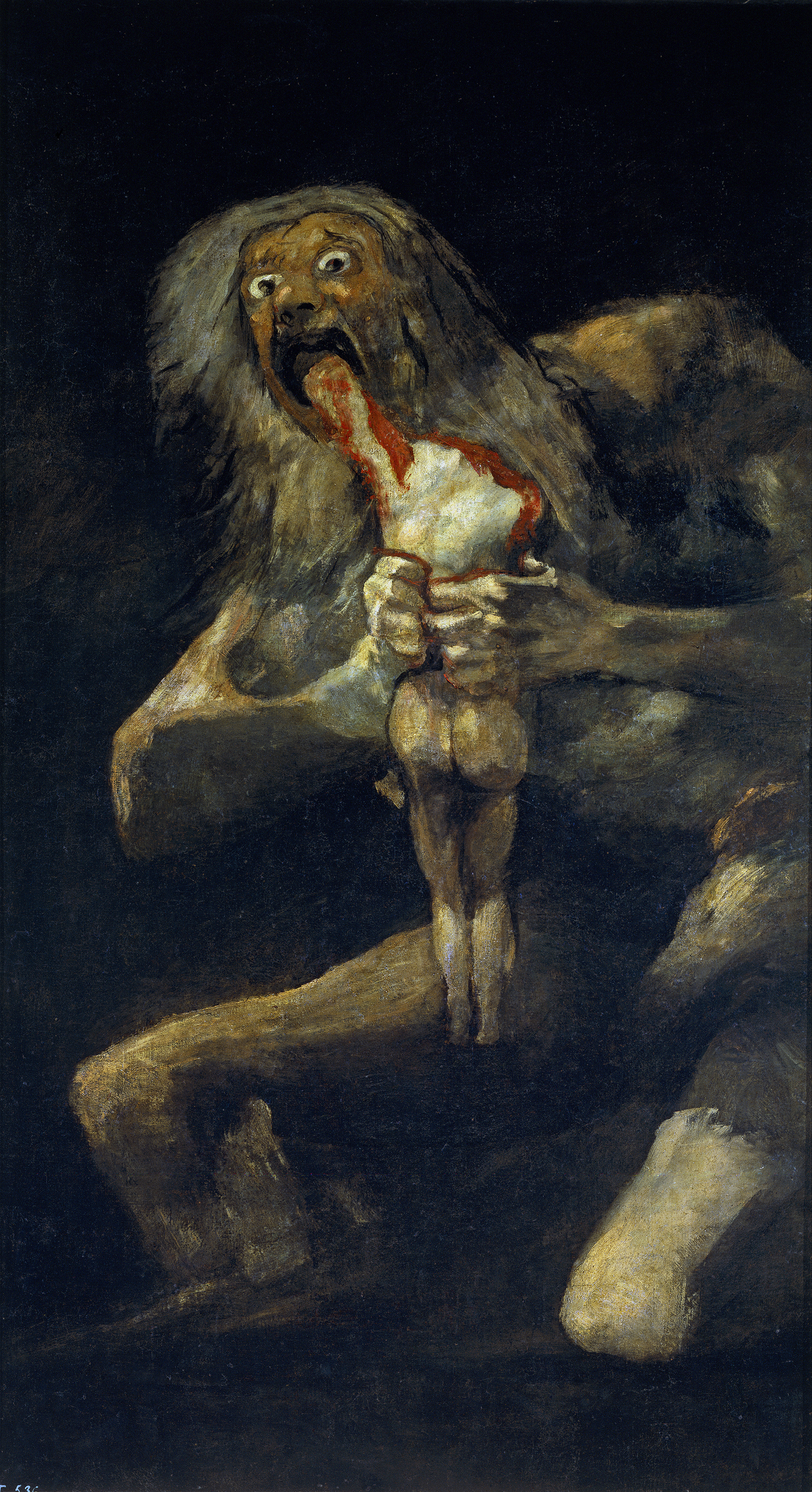
Saturno devorando a su hijo, una de las Pinturas negras de Goya, realizada durante el Trienio Liberal (1820-1823), y que, bajo una capa mitológica, alude a la famosa frase de Vergniaud poco antes de ser guillotinado: «La Revolución devora a sus propios hijos».

El Romanticismo es una reacción contra el espíritu racional y crítico de la Ilustración y el Clasicismo, y favorecía, ante todo:
- La conciencia del Yo como entidad autónoma y, frente a la universalidad de la razón dieciochesca, dotada de capacidades variables e individuales como la fantasía y el sentimiento.
- La primacía del genio creador de un Universo propio, el poeta como demiurgo.
- Valoración de lo diferente frente a lo común, lo que lleva una fuerte tendencia nacionalista.
- El liberalismo frente al despotismo ilustrado.
- La originalidad frente a la tradición clasicista y la adecuación a los cánones. Cada hombre debe mostrar lo que lo hace único.
- La creatividad frente a la imitación de lo antiguo hacia los dioses de Atenas.
- La nostalgia de paraísos perdidos (de la infancia o de una nación).[8]
- La obra imperfecta, inacabada y abierta frente a la obra perfecta, concluida y cerrada.

Es propio de este movimiento un gran aprecio de lo personal, un subjetivismo e individualismo absoluto, un culto al yo fundamental y al espíritu del pueblo, frente a la universalidad y sociabilidad de la Ilustración en el siglo XVIII; en ese sentido los héroes románticos son, con frecuencia, prototipos de rebeldía (Don Juan, el pirata, Prometeo) y los autores románticos quebrantan cualquier normativa o tradición cultural que ahogue su libertad, como por ejemplo las tres unidades aristotélicas (acción, tiempo y lugar) y la de estilo (mezclando prosa y verso y utilizando polimetría en el teatro), o revolucionando la métrica y volviendo a rimas más libres y populares como la asonante. Igualmente, una renovación de temas y ambientes, y, por contraste al Siglo de las Luces (Ilustración), prefieren los ambientes nocturnos y luctuosos, los lugares sórdidos y ruinosos (siniestrismo); venerando y buscando tanto las historias fantásticas como la superstición.
Un aspecto del influjo del nuevo espíritu romántico y su cultivo de lo diferencial es el auge que tomaron el estudio de la literatura popular (romances o baladas anónimas, cuentos tradicionales, coplas, refranes) y de las literaturas en lenguas regionales durante este periodo: la gaélica, la escocesa, la provenzal, la bretona, la catalana, la gallega, la vasca... Este auge de lo nacional y del nacionalismo fue una reacción a la cultura francesa del siglo xvii, de espíritu clásico y universalista, difundida por toda Europa mediante Napoleón.
Para Friedrich Schlegel la poesía romántica, que representa una filosofía universal progresista, es reunir todos los géneros aislados de la poesía y establecer contacto con la poesía, la filosofía y la retórica. También debe mezclar o fusionar la poesía o la prosa, la genialidad y la crítica, la poesía del arte y de la naturaleza. Según Schlegel, se debe infundir vida y sociabilidad a la poesía e infundir poesía a la vida y la sociedad, conferir carácter poético al ingenio, llenar y satisfacer las formas del arte con buenos elementos culturales de todo tipo, animando a estas formas con las vibraciones del humor, como lo hace la sátira.
El Romanticismo también renovó y enriqueció el limitado lenguaje y estilo del Neoclasicismo, dando entrada a lo exótico y lo extravagante, buscando nuevas combinaciones métricas y flexibilizando las antiguas o buscando su inspiración en culturas bárbaras y exóticas o en la Edad Media, en vez de en la Antigüedad clásica.
Frente a la afirmación de lo racional, irrumpió la exaltación de lo instintivo y sentimental. «La belleza es verdad». También representó el deseo de libertad del individuo, de las pasiones y de los instintos que presenta el «yo», subjetivismo e imposición del sentimiento sobre la razón. En consonancia con lo anterior, y frente a los neoclásicos, se produjo una mayor valoración de todo lo relacionado con la Edad Media, frente a otras épocas históricas.
El estilo vital de los autores románticos despreciaba el materialismo burgués y preconizaba el amor libre[cita requerida] y el liberalismo en política, aunque hubo también un Romanticismo reaccionario, representado por Chateaubriand, que preconizaba la vuelta a los valores cristianos de la Edad Media. En Alemania, la deriva reaccionaria, que incluía una invitación a regresar a la Edad Media, también se dejó sentir en la obra de algunos de sus máximos inspiradores teóricos, como los hermanos August Wilhelm y Friedrich Schlegel, aunque su paroxismo se encontraría en el opúsculo La cristiandad o Europa (1799) del poeta alemán Novalis, tal como prontamente advirtió el poeta posromántico Heinrich Heine en La escuela romántica (1836). El idealismo extremo y exagerado que se buscaba en todo el Romanticismo encontraba con frecuencia un violento choque con la realidad miserable y materialista, lo que causaba con frecuencia que el romántico acabara con su propia vida mediante el suicidio. La mayoría de los románticos murieron jóvenes. Los románticos amaban la naturaleza frente a la civilización como símbolo de todo lo verdadero y genuino.

## Lugares de reunión
Los lugares donde se reunían los románticos eran muy diversos. Fuera de las redacciones de las revistas románticas, existían determinadas tertulias, como por ejemplo El Parnasillo en Madrid, o, en París, El Arsenal, del cual, si hemos de creer a Alphonse de Lamartine, «era la gloria Víctor Hugo y el encanto Charles Nodier» (Las Noches, de Alfred de Musset, precedida del estudio de dicho poeta por A. Lamartine. Madrid: Biblioteca Universal, 1898). En este cenáculo se reunían entre otros Alfred de Musset, Alfred de Vigny, Louis Boulanger, Louis Deschamps, Emile y Antoine Sainte-Beuve, etc.
También los rusos tuvieron su cenáculo: la Sociedad del Arzamas.

## Expresiones artísticas

### La arquitectura
El principal rasgo de la arquitectura romántica es el eclecticismo, la mezcla de estilos. Se renuncia a los relacionados con la antigüedad clásica, caso del Renacimiento, inspiradores del Neoclasicismo y se vuelve la mirada hacia la Edad Media, hacia el románico, el bizantino o, de manera singular, el gótico. Surgen los "neo" (neogótico, neobizantino, etc.) que tratan de rememorar en su estética los edificios de otros tiempos, algunas veces, como una mera imitación. Se concluyen obras de origen medieval que habían quedado sin terminar en la Edad Media y se restauran pinturas que estaban en ruinas. Destaca como restaurador el arquitecto francés Eugène Viollet-le-Duc. Un claro ejemplo de edificio romántico de carácter historicista es el Parlamento del Reino Unido (1835), realizado por Charles Barry en estilo neogótico. 
La escultura de la época romántica, a diferencia de la arquitectura y la pintura, no rompió del todo con la influencia clásica. Sin embargo, las obras se dotaron de mayor movimiento y perdieron el equilibrio y sencillez del Neoclásico, llegando incluso a la grandilocuencia. Los temas mitológicos cedieron paso a los contemporáneos. Destaca la obra de dos autores franceses: Jean-Baptiste Carpeaux y François Rude.

### Literatura del romanticismo

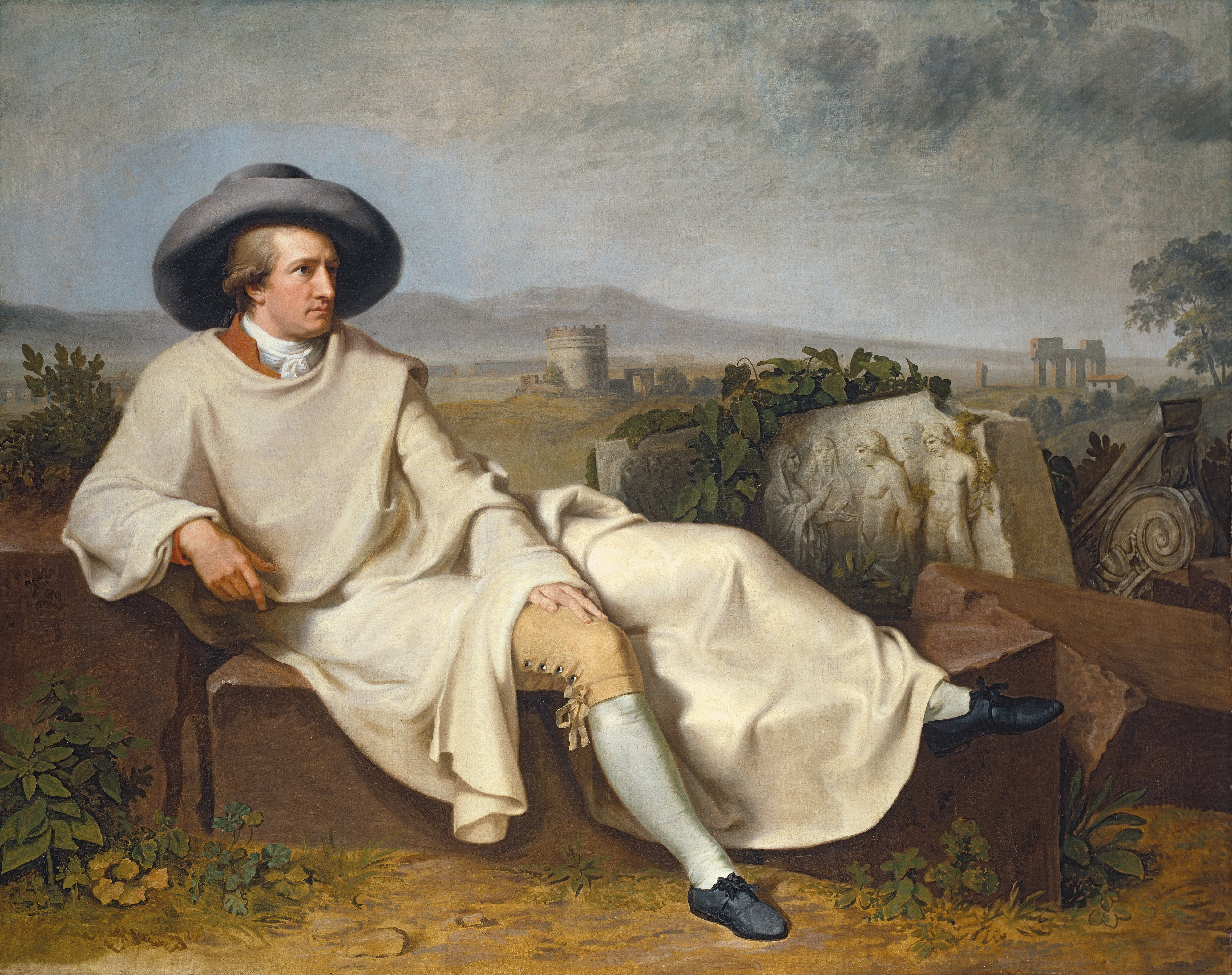
Goethe en la campiña romana (1786), de Tischbein.

En la prosa, incluso el género didáctico pareció renovarse con la aparición del cuadro o artículo de costumbres. La prevalencia del individuo hace que empiecen a ponerse de moda las autobiografías, como las Memorias de ultratumba (1849-1850) de Chateaubriand. También surgió el género de la novela histórica y la novela gótica o de terror, así como la leyenda, y se prestó atención a géneros medievales como la balada y el romance. Empiezan a escribirse novelas de aventuras y folletines o novelas por entregas, como Los tres mosqueteros (1844) de Alejandro Dumas.
El teatro fue el gran vehículo de comunicación de la expresión romántica, era el género más popular y a través de él se canalizaron sus anhelos de libertad y de sentimiento nacional.
La poesía trató de liberarse de las preceptivas neoclásicas, y prefirió cantar los aspectos marginados de las convenciones sociales.
De forma diferente a la Ilustración dieciochesca, que había destacado en los géneros didácticos, el Romanticismo sobresalió sobre todo en poesía y teatro. Dentro del teatro se crearon géneros nuevos como el melólogo o el drama romántico que mezcla prosa y verso y no respeta las unidades aristotélicas.

### Romanticismo musical
Comenzó en Alemania, partiendo de Beethoven (1770-1827) y siendo seguido por Carl Maria von Weber (1786-1826), Franz Schubert (1797-1828), Felix Mendelssohn (1809-1847), Frédéric Chopin (1810-1849) y Robert Schumann (1810-1856). Es un estilo musical imaginativo y novelesco. Este movimiento afectó a todas las artes y se desarrolló sobre todo en Francia, Austria y Alemania.

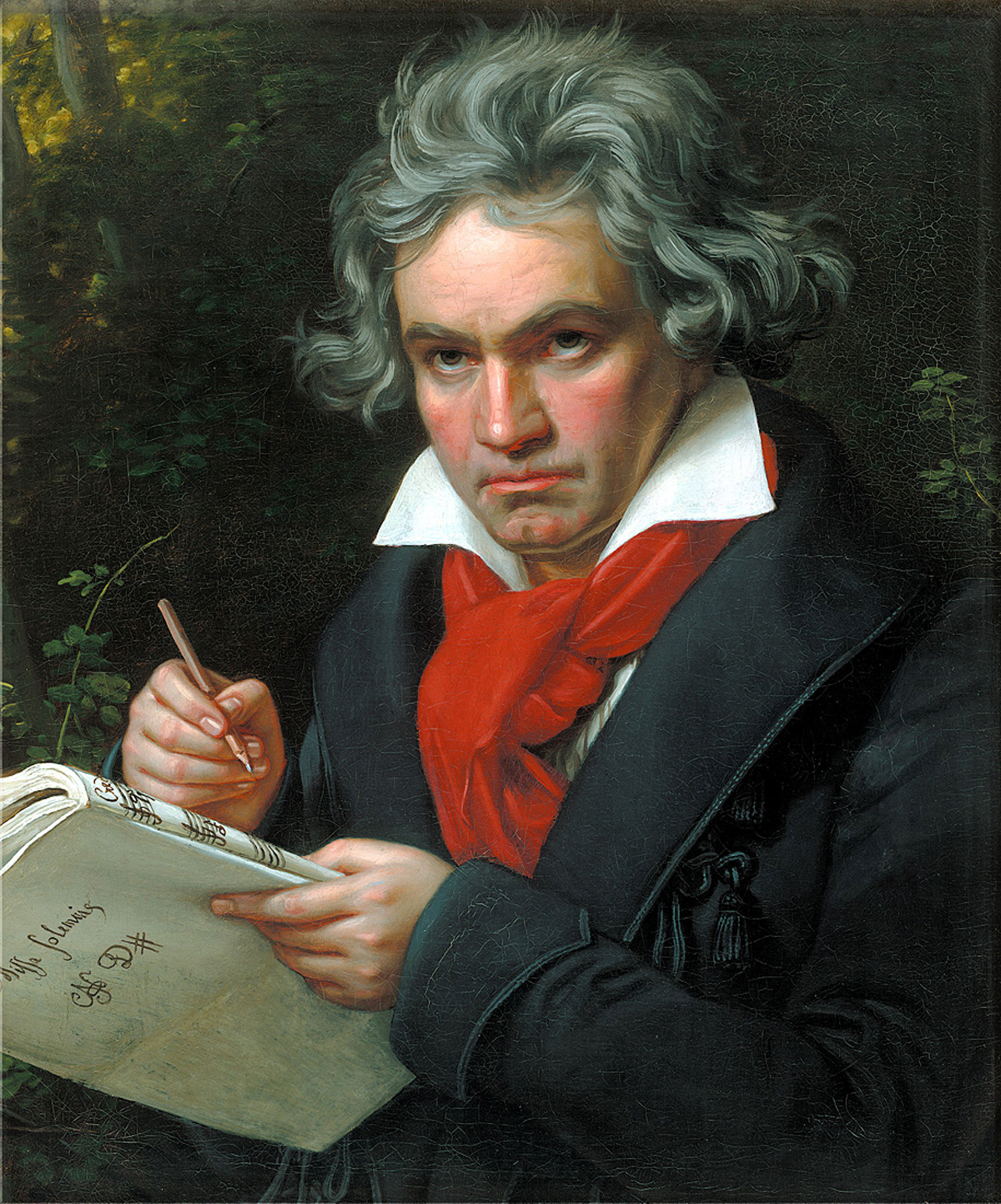
Ludwig van Beethoven (1820), por Joseph Karl Stieler

La estética del Romanticismo se basa en el sentimiento y la emoción. En el Romanticismo se cree que la música «pinta» los sentimientos de una manera sobrehumana, que revela al hombre un reino desconocido que nada tiene que ver con el mundo de los sentimientos que lo rodea.
El estilo romántico es el que desarrolla la música programática y el cromatismo de una forma predominante. Se da a lo largo de todo el siglo XIX, aunque al principio del siglo XX se ingresa en el impresionismo.[cita requerida]
La música alcanzó protagonismo como arte público, y fue percibida como manifiesto político y arma revolucionaria. Esto se debe, en parte, al auge de la relación entre música y literatura, que dio lugar al florecimiento del lied como género musical, y que llevó a la ópera a otro nivel de popularidad, todo gracias a la valorización de la lengua vernácula. Así, se desarrollaron ampliamente las óperas en lenguas nacionales como el alemán y el francés. También hubo un extraordinario desarrollo del género canción con poesía tradicional, popular y nacional. Asimismo, apareció el poema sinfónico.

### Pintura romántica
El término romántico fue adaptado a las artes plásticas a principios del siglo XIX. Podríamos diferenciar tres etapas del Romanticismo en la pintura:

#### Prerromanticismo (1770-1820)
- Inglaterra: es uno de los países precursores del movimiento y, en cuanto a la pintura romántica inglesa, cabe destacar a Thomas Girtin y su contribución en la acuarela.
- Alemania: es otro de los países precursores del romanticismo y uno de los principales embajadores de la pintura romántica alemana es Caspar David Friedrich y su famosa pintura El caminante sobre el mar de nubes.
- Francia: en cuanto a los pintores románticos franceses, podemos mencionar a Hubert Robert y a Antoine-Jean Gros, padre del romanticismo francés.
- España: por último, dentro de los pintores españoles de la época, podemos hablar de Francisco de Goya, uno de los pintores más potentes y visionarios capaz de fabricar lienzos en diferentes técnicas.

#### Apogeo de la expresión romántica en pintura: 1820-1850
Es el momento de mayor plenitud de la pintura romántica, la cual, junto con el inicio del nuevo siglo, tuvo nuevos cambios donde comenzaron a imponerse temas relacionados con la historia moderna y una nueva concepción del paisaje. En cuanto a los pintores de la época encontramos a:
- Francia: este país se convierte en el precursor del movimiento, dejando de lado a Inglaterra y Alemania, que, entre sus pintores, es necesario mencionar a Eugène Delacroix y su majestuosa obra La Libertad guiando al pueblo.
- Inglaterra: los pintores ingleses de esta época, donde encontramos a J. M. W. Turner o John Constable, se caracteriza por su paisajismo.
- Alemania: en Alemania se mezclaron el romanticismo y el realismo dando a conocer así a pintores como Carl Spitzweg.
- España: como en los primeros años del romanticismo, el pintor español de esta segunda etapa por excelencia es Goya.
- Otros países como Estados Unidos, Polonia y Rusia también tuvieron grandes artistas en esta etapa romántica como Thomas Cole, Aleksander Orłowski y Alexander Andreyevich Ivanov.

#### Posromanticismo (1850-1870)
El Romanticismo empezó a decaer y, poco a poco, el esteticismo fue introduciéndose no solo en las artes plásticas, sino en todas las expresiones artísticas.[cita requerida] En esta época, cabe destacar a pintores como el español Eugenio Lucas Velázquez o el belga Antoine Wiertz.